# Янчёнис, Доминикас
Доминикас Янчёнис (лит. Dominykas Jančionis; род. 28 февраля 1993, Вильнюс) — литовский гребец, выступающий за сборную Литвы по академической гребле с 2011 года. Серебряный призёр чемпионата Европы, чемпион мира среди молодёжи, участник летних Олимпийских игр в Рио-де-Жанейро.

## Биография
Доминикас Янчёнис родился 28 февраля 1993 года в Вильнюсе, Литва.
Заниматься академической греблей начал в 2008 году.
Впервые заявил о себе в гребле на международной арене в сезоне 2011 года, выступив в парных двойках на юниорском мировом первенстве в Итоне.
В 2012 году в парных двойках финишировал пятым на домашнем молодёжном чемпионате мира в Тракае. Год спустя в парных двойках одержал победу на молодёжном мировом первенстве в Линце-Оттенсхайме.
В 2014 году вошёл в основной состав литовской национальной сборной и принял участие во взрослом европейском первенстве в Белграде, где стал восьмым в парных четвёрках.
В 2015 году в парных двойках был шестым на молодёжном чемпионате мира в Пловдиве, тогда как в парных четвёрках стартовал на взрослых чемпионате Европы в Познани и чемпионате мира в Эгбелете, где занял пятое и шестое места соответственно.
В 2016 году выиграл серебряную медаль на европейском первенстве в Бранденбурге, финишировал шестым на этапе Кубка мира в Люцерне. Благодаря череде удачных выступлений удостоился права защищать честь страны на летних Олимпийских играх в Рио-де-Жанейро — в составе экипажа, куда также вошли гребцы Довидас Немеравичюс, Мартинас Джяугис и Ауримас Адомавичюс, в программе четвёрок парных сумел квалифицироваться лишь в утешительный финал В и расположился в итоговом протоколе соревнований на девятой строке.
После Олимпиады в Рио Янчёнис остался в составе гребной команды Литвы на ещё один олимпийский цикл и продолжил принимать участие в крупнейших международных регатах. Так, в 2017 году в одиночках он выступил на этапе Кубка мира в Белграде, в распашных безрульных четвёрках стартовал на чемпионате Европы в Рачице и на чемпионате мира в Сарасоте, однако попасть здесь в число призёров не смог.
В 2018 году в парных четвёрках стал шестым на этапе Кубка мира в Люцерне.
В 2019 году стартовал в парных четвёрках на чемпионате Европы в Люцерне и на чемпионате мира в Линце-Оттенсхайме, на сей раз занял 11 и 15 места соответственно.